# SBB 카고
SBB 카고(SBB Cargo)는 철도 화물을 전문으로 하는 스위스 연방 철도(SBB)의 자회사이며, 화물 부문으로 운영된다. 스위스 연방 철도는 1999년 스위스 최초의 철도 개혁에 따른 특별 법안에 따라 합자 회사로 전환되었으며, 승객, 화물 및 기반 시설의 세 가지 독립적인 부서로 분할된 전 국유 및 통제 회사이다. 화물 부문의 공식 명칭인 스위스 연방 철도 SBB 카고 AG의 본사는 올텐에 있다. 2013년 SBB 카고의 직원 수는 3,061명이었고 연결 매출은 CHF 9억 5,300만이었다. 스위스에서 SBB 카고는 매일 175,000톤 이상의 상품을 운송하는 철도 화물 시장의 선두 주자이다. 이것은 완전히 장착된 425개의 점보제트기의 무게에 해당한다.
이 회사는 Désirée Baer가 이끌고 있다. SBB 카고는 소유주인 스위스 연방으로부터 도로에서 철도로의 모달 전환에 기여하도록 위임받았다. “카고 스위스” 비즈니스 영역에서는 시스템 리더로서 스위스 내와 수입/수출 루트 모두에서 마차 화물 네트워크를 운영해야 한다. 이 네트워크는 스위스 비즈니스의 요구 사항에 맞춰야 하며, 자체 비용을 충당해야 한다. “카고 인터네셔널” 비즈니스 영역은 주요 남북 교통 회랑에서 복합 및 블록 열차에 경쟁력 있고 수익성 있는 견인 서비스를 제공하는 데 중점을 둔다.
SBB 카고는 2010년 2월 7개의 유럽 화물 철도가 국제 마차 화물 철도 운송을 보다 고객 친화적이고 효율적으로 만들기 위해 설립한 Xrail 동맹의 적극적인 회원이다.

## 전략적 방향
철도 화물은 현재 스위스 정치 분야에서 주요 토론 주제이다. 2011년 의회는 정부에 전국 철도 화물의 미래에 대한 마스터 플랜을 제출하도록 명령하는 법안을 통과시켰다. 연방 위원회는 2013년 4월 중순에 이 작업을 수행했다. 초안은 2015년 봄에 의회에 제출될 것으로 예상된다. 국민 투표가 여전히 가능하기 때문에 새로운 입법 패키지는 빠르면 2016년에 발효되며, 철도 화물의 구조 조정이 포함된다. 일반적인 작동 조건. 동시에 SBB 카고는 세 가지 전략을 추구하고 있다.
- 2011년 초에 복합운송 운영업체인 Hupac과 공동으로 설립된 자회사인 SBB 카고 인터네셔널은 남북 환승 경로에서 셔틀 열차를 운행한다.
- 왜건 화물 운송의 목표는 구조적 비용을 낮추고 서비스 지점 네트워크를 축소하는 것이다.
- SBB 카고의 미래 복합운송 서비스에는 스위스의 주요 도시를 연결하는 정기 서비스가 포함될 것이다.

## SBB 카고 스위스
52억 톤-킬로미터로 SBB 카고의 2013년 교통 실적은 전년도 수치(50억)보다 약간 높았다. 생산 네트워크, 차량과 관리 재편으로 비용 구조도 크게 개선되었으며, SBB 카고는 서비스 지점 네트워크가 축소되었음에도 불구하고 새로운 고객을 확보했다. 복합운송을 위한 2개의 새로운 경로가 개통되었고 하나의 추가 작업에 대한 예비 작업이 시작되었다.
스위스의 마차 화물을 수익성 있고 지속가능하게 유지하기 위해 최근 몇년 동안 제대로 활용되지 않는 서비스 지점을 재구성하기 위한 솔루션이 고안되었다. 전반적으로 SBB 카고는 활용도가 매우 낮은 155개 서비스 지점의 구조 조정을 조사했다. 평균적으로 하루에 1개 미만의 마차가 이러한 위치에서 처리된다. 활용도가 매우 낮은 지점 중 128개 지점은 2012년 12월 시간표 변경 이후 더 이상 운영되지 않는다. 현재 SBB 카고 및 스위스의 다른 철도 서비스는 왜건 화물 화물을 위한 300개 이상의 서비스 지점으로 정기적으로 운행된다. 그럼에도 불구하고 기존 화물량의 98% 이상은 계속 철도로 운송될 것이다.
그들의 기관차는 현재 고트하르트 터널이 시작될 때 1,100m까지 올라갈 때 더 이상 기울기를 조정할 필요가 없으므로 화물 열차는 적재량에 따라 길이가 최대 750m까지 성장할 수 있다. 터널 내부도 4m 높이의 굴절식 트럭 트레일러를 수용할 수 있을 만큼 충분히 높으며, 기차로 35~40분이면 알프스를 통과한다. SBB는 현재 스위스 정부를 대신하여 바젤과 이탈리아 국경 사이의 약 270km 길이의 고타드 라인에 4m 길이의 회랑을 만들고 있으며, 2020년까지 완료될 예정이다. 헤드룸이 4미터인 세미트레일러는 철도 마차로 운송할 수 있다. 또한 약 80개의 플랫폼 지붕과 신호 세트도 변경해야 한다.
스위스에서 화물 운송은 취리히- 리마탈의 바젤-무텐츠에 있는 3개의 대형 마샬링(분류) 야드에서 처리된다.및 로잔-트리아주. 이 마샬링 야드는 현재 SBB 인프라에서 운영하고 있다. 2015년 1월부터 SBB 카고는 SBB 인프라스트럭처를 대신하여 리마트탈과 로잔의 국내 마샬링 야드에서 계획 및 생산을 담당하게 된다. 따라서 SBB 카고는 이제 고객으로부터 화물 마차를 수거하고 마샬링 야드에서 바로 분류하는 것부터 수취인에게 배달하는 것까지 화물 운송에 대한 전체 생산 프로세스를 책임지게 된다. 그러나 SBB 인프라는 마샬링 야드 자체에 대한 책임을 유지하고 철도 운송 활동에 대한 연락 파트너로 남아 계속해서 교통 통제 제공을 보장하여 동등한 대우를 보장한다.

## SBB 카고 독일
독일 뒤스부르크에 본사가 있고 2002년에 설립된 SBB 카고 독일 GmbH는 SBB 카고 인터네셔널의 전액 출자 자회사로 독일 생산 회사로 운영되고 있다. 화물 서비스에 등록된 철도 회사로서 독일에서 뒤스부르크, 라인하우젠, 지겐, 쾰른, 아헨, 루트비히스하펜/만하임, 칼스루에, 슈투트가르트, 프라이부르크 임 브리스가우, 싱겐, 뤼벡, 브레머하펜/을 오가는 블록 트레인을 계획, 일정 및 운영한다. 브레멘, 함부르크, 켈, 겔젠키르헨, 잉골슈타트, 노이스, 기센/마인츨라 및 바일 암 라인이 있으며, 독일의 철도-도로 플랫폼은 브레멘, 두이스부르크, 카를스루헤, 보름스 및 바일 암 라인에서 운영된다.
SBB 카고 독일은 2007년 10월 30일부터 교육 기관으로 인정받았다.

## SBB 카고 이탈리아
SBB 카고 이탈리아는 2003년에 설립되었으며, 갈라라테에 운영 기반을 두고 있다. 이 회사는 이탈리아 생산 회사로 운영되는 SBB 카고 국제의 전액 출자 자회사이며, 이탈리아에서 화물 열차를 계획, 일정 및 운영한다. 또한 기관차 운전자를 위한 교육도 제공한다. 이탈리아의 왜건 그룹 또는 블록 열차의 목적지/출발 지점은 갈라라테, 노바라, 밀라노, 멜초, 트레카테, 투린-오르바사노, 포사노, 포조 루스코 및 Sant'Ilario이다. 이탈리아의 철도-도로 환적 센터는 데시오와 토리노에서 운영된다.

## ChemOilo Logistics AG

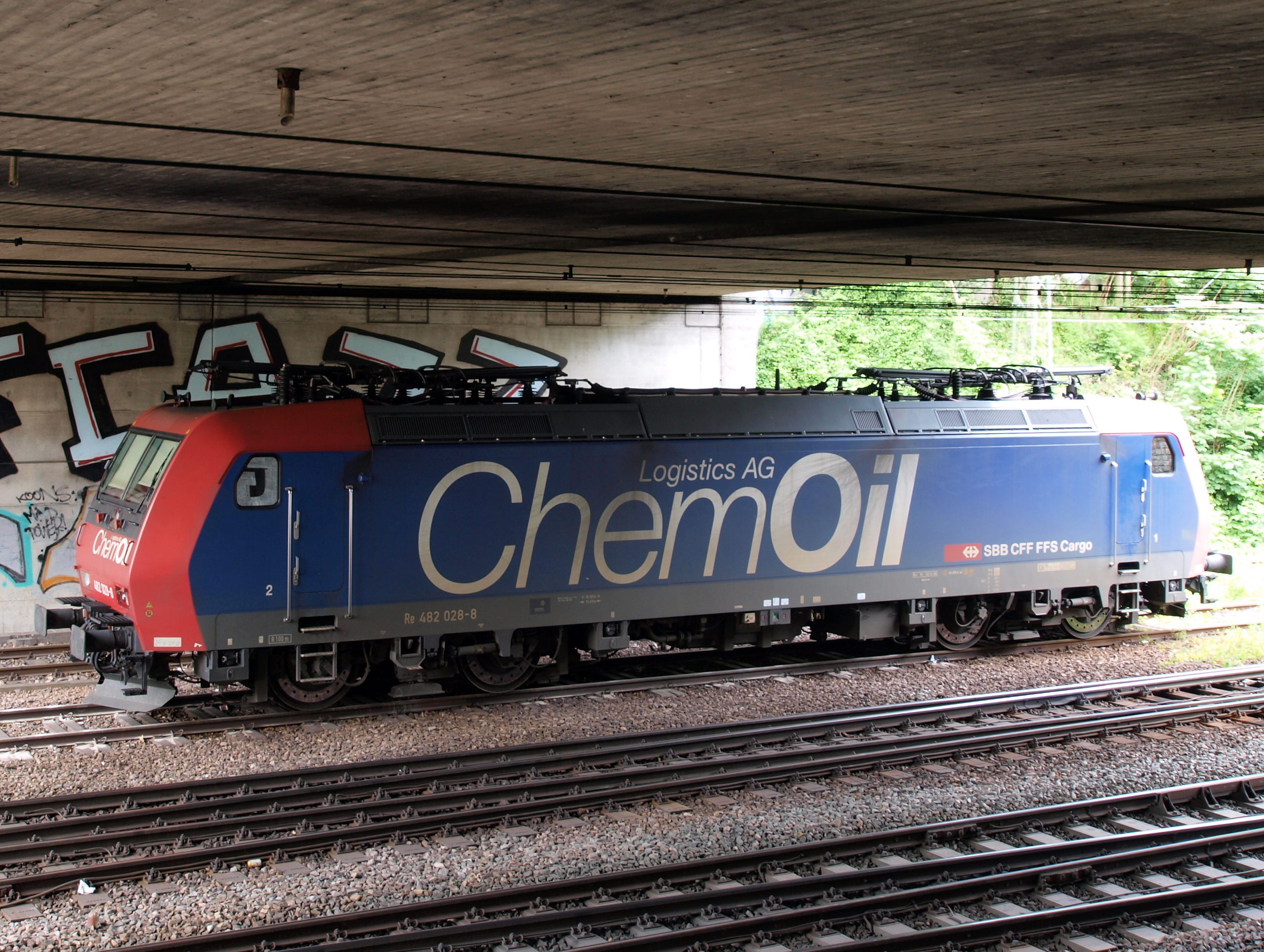
ChemOilo 화물 차량

ChemOil Logistics AG는 SBB 카고의 자회사로 1999년에 설립되었다. 이 회사는 유럽 물류 네트워크의 일부이며, 주로 화학 및 석유 부문의 고객에게 서비스를 제공한다. ChemOil의 핵심 역량은 이용 가능한 모든 운송 모드를 사용하여 택배 화물 운송을 조직하고 실행하는 것이다. 또한 ChemOil은 고객에게 요청 시 마차 관리, 절차 및 프로세스 분석, 공급망 최적화 방법에 대한 조언 등 다양한 보완 서비스를 제공한다.
2011년부터 이 회사의 ChemLink 제품은 위탁 처리를 위한 자체 정기 서비스를 사용하여 남북 회랑을 따라 주요 화학 센터를 연결했다.

## 운행편
SBB 카고는 서비스를 마차 (카고 레일 및 카고 익스프레스 제품), 블록 트레인(카고 트레인 제품) 및 국제 복합 운송(모든 주요 복합 셔틀 열차에 대한 견인 서비스)을 사용한 방문 물류 개념의 범주로 분류 한다. Hupac, ERS, ICF, IFB 및 TRW와 같은 연산자). 표준 제품과 개별 솔루션이 제공된다. 스위스 내 "Rail & Transfer" 서비스는 자체 트럭 파견 시설을 보유한 포워더 및 회사를 대상으로 한다. "Swiss Split"은 스위스의 국제 복합 운송 서비스에서 수출입을 위한 연결 시스템이다.
SBB 카고는 스위스 기업 측과 스위스의 국제 셔틀 터미널 사이에 복합 화물 운송 장치(예: 컨테이너 및 교체 가능한 컨테이너)의 일일 피더 서비스 및 현지 유통을 제공한다. 2011년 9월부터 SBB 카고는 해외 컨테이너 운송을 위해 바젤 컨테이너 터미널과 샤보흐네 간의 철도 셔틀을 제공한다. 스위스에서 복합운송을 확장함으로써 SBB 카고는 기존의 마차 및 운송 화물 사업에 추가하고 있다. 이 개념은 스위스의 주요 센터를 연결하는 정기 열차를 상상한다. 셔틀 열차는 정해진 시간표에 따라 왔다갔다 한다. 첫 번째 파일럿 열차는 2012년 초부터 취리히 인근 디에티콘과 로잔 인근 르넨 사이를 하루 2회 고정된 시간표로 운행하고 있다. 2012년 9월부터 SBB 카고는 노이엔도르프(졸로투른주)와 고사우(장크트갈렌주) 사이에 미그로를 위한 냉장 컨테이너가 포함된 정기 열차를 운행하고 있다. 2013년 6월에 디에티콘과 카데나초 사이의 남북 셔틀이 근무일에 운행되기 시작하여 취리히의 경제 중심지와 티치노 지역을 연결하고 루가노 비데조까지 연장되었다.
증가하는 수출입 컨테이너 교통량을 관리하기 위해 바젤-클라인휘닝엔(바젤-클라인휘닝엔)의 라인 항구와 가까운 바젤 북부에 선박, 철도와 트럭 간의 환적을 위한 새로운 터미널이 건설되고 있다. 철도와 도로 간의 환적을 위한 초기 단계는 2016년 말까지 완료될 예정이다. 그러나 최대 750미터 길이의 열차를 위한 새로운 대규모 터미널인 취리히 근처의 리마트탈 게이트웨이 계획은 연기되었다. 현재 이러한 계획과 관련하여 어떠한 조치도 취해지지 않고 있으며, 계획 승인 절차는 보류되었다. 그러나 FOT가 주도한 중재 절차에서 물류 업계는 리마트탈에 관문을 건설할 가능성이 있다는 데 동의했다. 반드시 열어두어야 한다. 향후 지역 경제의 요구 사항을 계속 충족하기 위해 디에티콘의 복합운송을 위한 환적 센터를 확장 및 업그레이드할 예정이다.
SBB 카고는 국제 기후 보호 조직인 Myclimate와 협력하여 고객에게 완전히 기후 중립적인 운송 서비스를 제공한다. 기차로 운송되는 불가피한 CO2 배출은 다른 곳의 기후 보호 조치에 의해 중화된다. 다른 유사한 계획과 달리 SBB 카고 개념은 환경 영향을 계산할 때 모든 환경적으로 유해한 배출과 화물의 전체 수명 주기를 고려한다. 2009년 초부터 스위스 철도 운송업체는 고객에게 개별 배출 보고서를 제공하고 있다. SBB 카고가 전달한 모든 화물에 대한 배출량 비교는 운영 환경 관리 시스템에 쉽게 통합되고 환경 감사에 표시될 수 있다.
2013/2014 시간표 변경 이후, SBB 카고는 DB Schenker Rail의 운송 서비스의 상당 부분을 스위스를 통해 운송해 왔다. 이러한 추가 운영 및 견인 서비스 덕분에 스위스 철도 화물은 기존 생산 능력과 자원을 더 잘 활용할 수 있었다.

## 차량
2013년에 SBB 카고는 7360대의 화물 마차를 운행했다(그 중 6677대는 저소음 차량이었다). SBB 카고는 스위스-독일 서비스를 위해 50대의 Re 482 이중 전압 화물 기관차를 구입했으며, 그 중 15대는 오스트리아에서도 운영할 수 있다. SBB 카고는 스위스-이탈리아 서비스에 이중 전압 기관차를 사용한다: 21 Re 484 기관차 및 12 Re 474기관차. 총 495대의 견인 차량이 2013년에 운행되었다. 스위스와 독일의 화물 서비스를 위해 SBB 카고는 환경 친화적인 그을음 입자 필터가 있는 45 Am 843 디젤 션터를 사용한다. 이 기관차는 대량 분류 작업의 생산 효율성을 개선하는 데 도움이 되며, 무선 원격 제어 시스템이 장착되어 있다. Biel 공장은 45대의 현대화된 Tm IV 분류 트랙터를 추가로 사용한다. 수리 후 분류 트랙터는 유형 Tm 232로 분류된다.

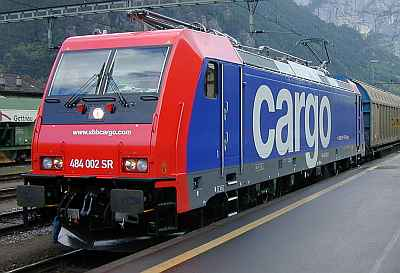

2010년 여름, SBB 카고는 슈타들러 빈터투어 AG에서 30개의 새로운 2축 하이브리드 기관차(유형 Eem 923 하이브리드)를 주문하여 왜건 화물의 경량 화물 업무에 사용되는 Bm 4/4 분류 기관차와 다양한 3축 분류 기관차를 대체했다. 오래된 기관차는 더 이상 연령, 비용 효율성 및 성능 측면에서 현재 요구 사항을 충족하지 않기 때문이다. 새로 개발된 모델은 SB가 승객 부문에서 이미 분류 업무에 사용하고 있는 Ee 922 분류 기관차를 기반으로 한다. SBB 카고의 하이브리드 버전에는 전기 모터가 없고 전기가 통하지 않는 사이딩에 사용하기 위한 보조 디젤 엔진이 있다. Eem 923 하이브리드의 최고 속도는 120km/h이다. 2014년 2월 말에 주문된 마지막 Eem 923 기관차는 룹피크에서 "Chestenberg"라는 이름으로 명명되어 가동되었다.

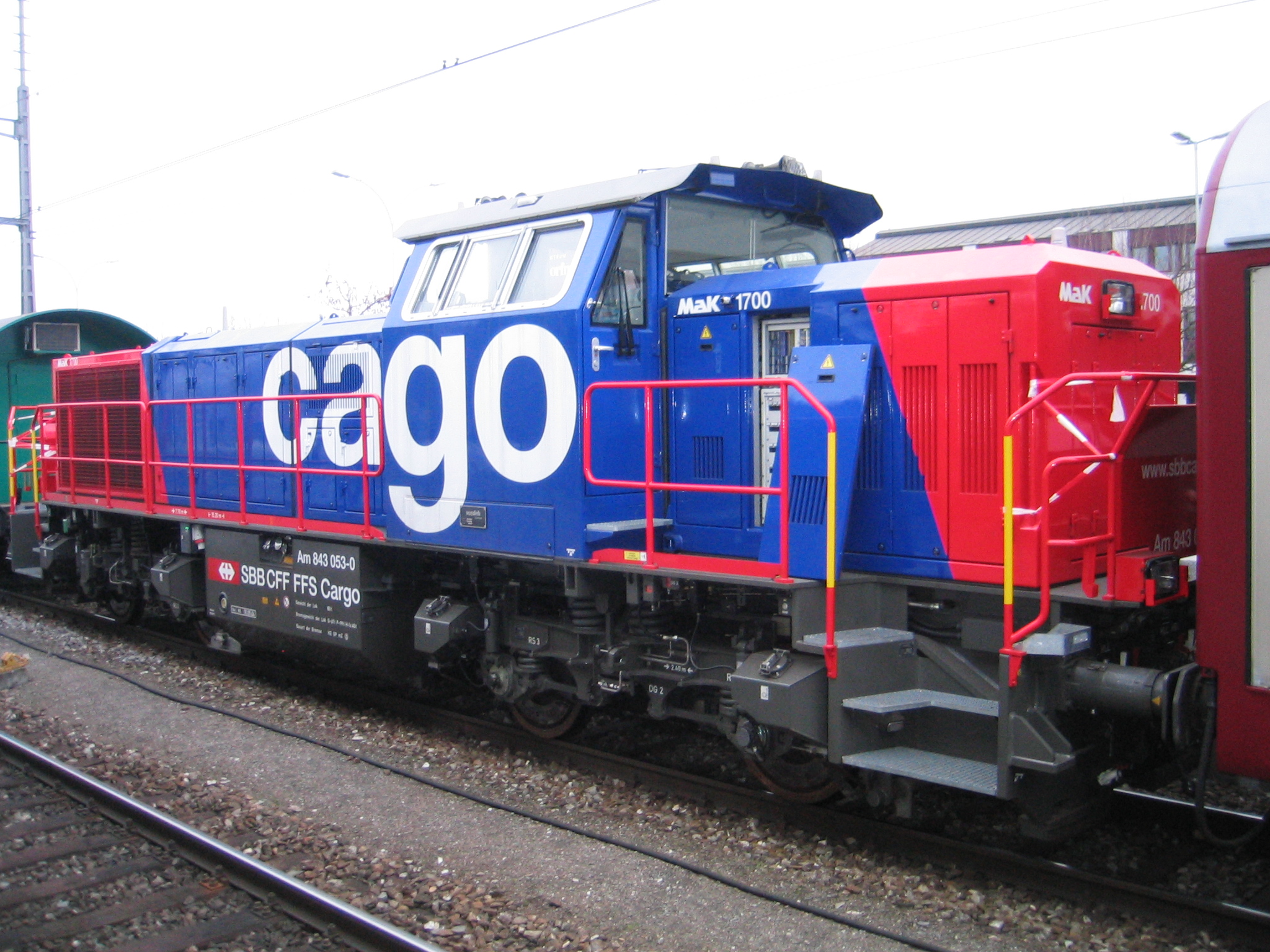

## 핵심 인물
2013년 SBB 카고는 9억 5,300만 스위스 프랑의 연결 영업 수익을 올렸고 123억 톤-킬로미터의 교통량을 처리했다. 40년 만에 처음으로 회사는 전년도에 5,120만 스위스 프랑의 손실에 이어 1,470만 스위스 프랑의 흑자 수익을 달성했다. 트래픽 수익은 2012년 8억 2,200만 스위스 프랑에서 8억 5,700만 스위스 프랑으로 증가했다.
긍정적인 추세는 2014년 상반기에도 계속되었다. 스위스에서 운송되는 상품의 총 교통량은 76억 톤-킬로미터로 27%(전년도: 60억) 크게 증가했다. 이것은 주로 남북 회랑의 새로운 교통량 때문이다. 전년 동기와 비교하여 매출은 CHF 3백만에서 CHF 15백만으로 증가했다. SBB 카고 국제에서는 새로운 교통량과 생산성 향상으로 처음으로 긍정적인 수치를 기록했으며, 2013년 상반기에 CHF 390만 증가한 110만 스위스 프랑의 이익을 창출했다.

## 투자 보조금
SBB 카고 국제의 지분 75% 외에도 SBB 카고는 바젤(화학 및 석유 제품 운송)에 있는 ChemOil Logistics AG의 전체 자본금과 RAlpin AG, Berne(30%), Hupac SA, 키아소의 소수 지분을 보유하고 있다. (23.85%) 및 테르미니 SA, 키아소 (20%).